# Hoppelhausen
Hoppelhausen (orig. Bunnytown) ist eine Disney-Puppenserie für den Kindersender Playhouse Disney. In Deutschland läuft sie seit dem 23. März 2008 auf dem deutschen Playhouse-Disney-Ableger und dem Disney Channel.
Die Sendung wurde erschaffen von David Rudman, seinem Bruder Adam und Todd Hanner für deren Spiffy Pictures. Ausstrahlungen begannen in Kanada am 3. November 2007 und in den USA eine Woche später. Hoppelhausen wird produziert von den ehemaligen Jim-Henson-Mitarbeitern Martin G. Baker und Pete Coogan für Baker Coogan Productions. Die Sendung entstand in den Londoner Elstree Studios,  die Realfilm-Segmente Peopletown mehrheitlich im Clarence Park und Verulamium Park im benachbarten St Albans.